# Acanthodactylus schmidti

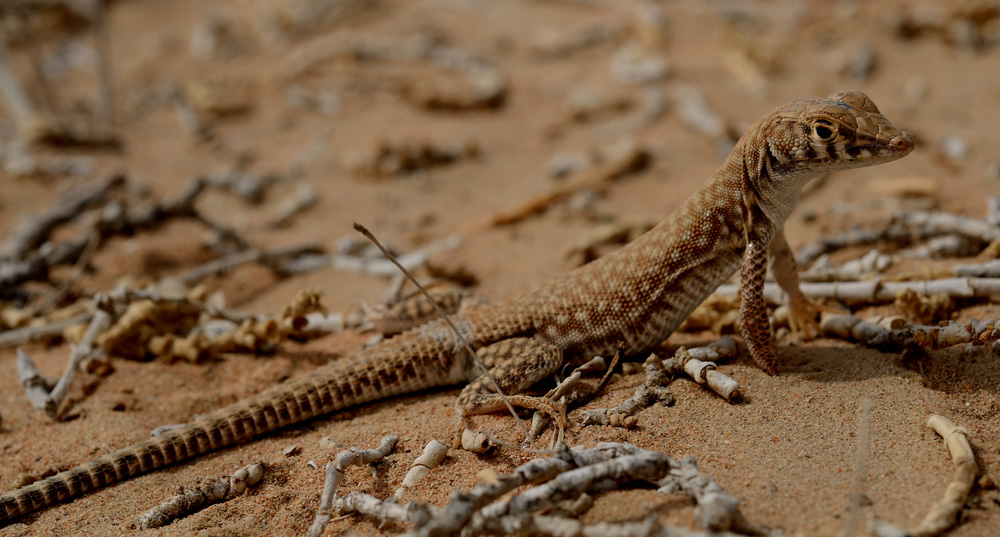
Гребнепала ящірка Шмідта

Acanthodactylus schmidti (гребнепала ящірка Шмідта) — вид ящірок родини ящіркових (Lacertidae). Мешкає на Близькому Сході. Вид названий на честь американського герпетолога Карл Паттерсона Шмідта.

## Поширення і екологія
Гребнепалі ящірки Шмідта мешкають на півдні і сході Йорданії, на півдні Іраку, на південному заході Ірану (Хузестан, Фарс), в Кувейті, Саудівській Аравії, Омані та ОАЕ. Вони живуть в пустелях, на піщаних дюнах, слабо порослих рослинністю. Зустрічаються на висоті до 1000 м над рівнем моря. Відкладають яйця.